# 県庁おもてなし課
『県庁おもてなし課』（けんちょうおもてなしか）は、有川浩著作の日本の小説。および小説を原作とした日本映画。2011年3月29日に角川書店より発売。文庫本は2013年4月5日に発売された。雑誌『ダ・ヴィンチ』の“ブック・オブ・ザ・イヤー2011”総合・恋愛ランキング部門で第1位を獲得した。

## 概要
有川浩本人の出身地である高知県を舞台とした小説で、自身が高知県から観光特使を依頼された際の体験から書き起こされた。本編あとがきなどによれば、高知県から観光特使を依頼され、有川もこれを承諾したものの以降の連絡がなく、事の成り行きを案じた有川が問い合わせたところ、実質は何も定まっていなかったという。このエピソードは本編冒頭で再現され、物語はこのエピソードをきっかけとしてスタートする。
題材となるのは実際に高知県観光振興部に2007年度に設置された「おもてなし課」である。物語は「おもてなし課」内の人間関係、また「おもてなし課」をオブザーバー的立場でサポートする清遠一家の人間関係を中心として展開しつつ、舞台となる高知県の特色を押し出している。
なお、高知県観光振興部おもてなし課は2022年度の機構改革による統廃合で消滅し、業務は地域観光課や国際観光課などに振り分けられ、観光政策課に「おもてなし室」が新設されることになった。

## 映画
2013年5月11日公開。配給は東宝。主演は錦戸亮。作品名にもあるおもてなし課は、実際に高知県庁に存在する。この実在のおもてなし課をモデルとして物語が作られた。
全国293スクリーンで公開され、2013年5月11、12日の初日2日間で興収1億2,439万2,200円、動員9万8,076人になり、映画観客動員ランキング（興行通信社調べ）で初登場第3位となった。最終興収は6億9000万円。

### あらすじ
高知県庁に「おもてなし課」とよばれる新部署が観光促進のために設けられた。やる気がありすぎる若手職員・掛水（錦戸亮）はバイトで働き始めた多紀（堀北真希）と共に、一般人の目線に立っておもてなし課を動かしていく。

### キャスト
- 掛水史貴：錦戸亮
- 明神多紀：堀北真希
- 清遠和政：船越英一郎
- 清遠佐和：関めぐみ
- 吉門喬介：高良健吾
- 下元邦宏：甲本雅裕
- 近森圭介：松尾諭
- 山内正成：相島一之
- 小日向文世、生田智子、志賀廣太郎、石井正則、大島蓉子、松山メアリ、阿部丈二、田辺愛美　ほか

### スタッフ
- 監督：三宅喜重
- 脚本：岡田惠和
- 音楽：吉俣良
- 主題歌：関ジャニ∞「ここにしかない景色」（インペリアルレコード）[5]
- ロケ協力：高知県、高知県観光コンベンション協会、高知市、室戸市、南国市、土佐市、土佐清水市、四万十市、香南市、馬路村、いの町、仁淀川町、越知町、高知県立大学、土佐電気鉄道、小田原市　ほか
- アニメパート監督：寺本幸代[6]
- アニメーション製作：ベガエンタテイメント
- スタジオ：レモンスタジオ、東宝スタジオ
- ラボ：東京現像所
- 製作者：堤田泰夫（関西テレビ）、市川南
- エグゼクティブプロデューサー：籏啓祝（関西テレビ）、山内章弘
- チーフプロデューサー：重松圭一（関西テレビ）
- プロデューサー：山崎倫明（東宝）、 沖貴子（関西テレビ）、服部宣之（東海テレビ） 前田光治（東宝映画）
- 製作：関西テレビ放送、東宝
- 共同製作：角川書店、東海テレビ放送、ジェイ・ストーム、ホリプロ、テレビ新広島、岡山放送、テレビ愛媛、高知さんさんテレビ、テレビ西日本
- 製作プロダクション：東宝映画
- 配給：東宝

### Blu-ray / DVD
2013年11月22日発売。発売元は角川書店、販売元は東宝。
- 県庁おもてなし課 スタンダード・エディション（1枚組）
  - 映像特典
    - 特報・劇場予告編・TVスポット集

  - 封入特典
    - ロケ地まるごとマップ
- 県庁おもてなし課 コレクターズ・エディション（3枚組）
  - ディスク1：本編ディスク（スタンダード・エディションと同様）
  - ディスク2：特典DVD1
    - ビジュアルコメンタリー（錦戸亮×堀北真希×船越英一郎×監督：三宅喜重）

  - ディスク3：特典DVD2
    - メイキング
    - 宣伝キャンペーン映像集（高知出発式、官公庁訪問、東京一日観光）
    - 舞台挨拶映像集（完成披露試写、初日舞台挨拶、大ヒット舞台挨拶）
    - 公開前特番「ようこそ僕らの街へ! 全国おもてなし行脚」（特番の再編集）
    - オフィシャルインタビュー集（錦戸亮、堀北真希、船越英一郎）

  - 封入特典
    - 有川浩による原作サイドストーリー『サマーフェスタ』（60P）
    - 特製ブックレット（20P）
    - ロケ地まるごとマップ（スタンダード・エディションと同様）

  - 特製アウターケース付きデジパック仕様